# 虹桥路996弄
虹桥路996弄（又稱虹桥路碉堡或上海第五服装厂旧址）位于中華人民共和國上海市长宁区虹桥路996弄，居住楼建于20世紀80年代，弄内有皮带扣厂、虹桥街道长虹居委会、虹桥街道中山居委会、虹桥二幼儿园和161号（原80号）的上服T-CAT园区，其中上服T-CAT园区前身为1983年5月10日从广西北路迁来此地的国营服装五厂，后于1983年7月23日改称上海第五服装厂，厂房面积8000平方米，进口设备530多台。2006年，老厂房改建为圣骊虹桥创意园，2019年再次改建为上服T-CAT园区。弄内还有一文物保护点，名为虹桥路碉堡，建于1945年左右（第二次國共內戰时期），占地14.13平方米，高2.3米，直径3米，结构为水泥混合碎石。